# Guðmundur Andri Thorsson

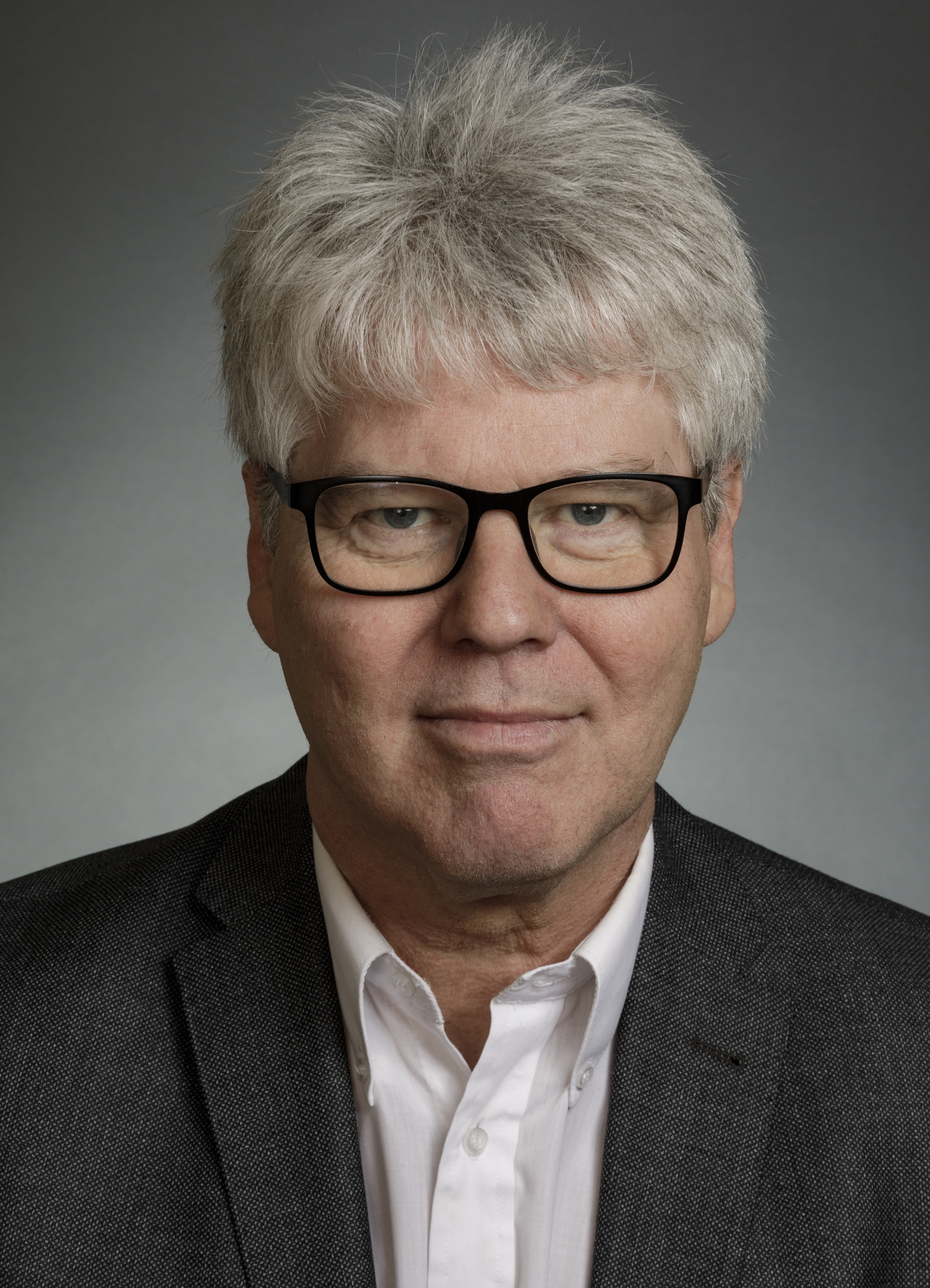
Guðmundur Andri Thorsson, 2017

Guðmundur Andri Thorsson (* 31. Dezember 1957 in Reykjavík) ist ein isländischer Journalist, Schriftsteller, Übersetzer und Politiker (Allianz). Von 2017 bis 2021 war er Abgeordneter des Althing, des isländischen Parlaments.

## Leben und Werk
Guðmundur Andri Thorsson ist der Sohn des Schriftstellers Thor Vilhjálmsson (1925–2011). Er besuchte das Gymnasium Menntaskólinn við Sund (MS) in Reykjavík, das er 1978 mit der Hochschulreife abschloss. Anschließend studierte er Isländisch und Vergleichende Literaturwissenschaften an der Universität Island. 1983 erhielt er den B.A.; bis 1985 setzte er das Studium der isländischen Literatur fort.
Seine journalistische Arbeit bei den Zeitungen Dagblaðið Vísir (DV) und Þjóðviljinn umfasste unter anderem Literaturkritiken. Außerdem arbeitete er für den staatlichen Rundfunk Ríkisútvarpið, bei dem er die eigene Sendung Andrarímur hatte. Er schrieb für Publikationen wie Alþýðublaðið, Þjóðviljinn, Dag-Tíminn und Fréttablaðið. Von 1986 bis 1989 war er Herausgeber des Literaturmagazins Tímarit Máls og menningar. Ab 1989 war er für den Verlag tätig. Er arbeitete als Verlagslektor und Übersetzer. So übersetzte er zwei Romane von Marina Lewycka ins Isländische. Seine Tätigkeit bei Tímarit Máls og menningar nahm er 2008 wieder auf und setzte sie bis 2017 fort.
Mit Mín káta angist veröffentlichte er 1988 seinen ersten Roman. Zwei seiner Werke wurden ins Deutsche übersetzt, Íslandsförin (Nach Island!) und Valeyrarvalsinn (In den Wind geflüstert). Für sein literarisches Werk wurde Guðmundur Andri Thorsson mehrfach ausgezeichnet, darunter 1991 mit dem Literaturpreis der Zeitung DV für Íslenski draumurinn. Der Roman wurde 1991 für den Isländischen Literaturpreis nominiert, 1996 auch Íslandsförin und 2013 Sæmd. 2013 war die Kurzgeschichtensammlung Valeyrarvalsinn für den Literaturpreis des Nordischen Rates nominiert. Für seine Übersetzung von Winnie-the-Pooh ins Isländische (Bangsímon) erhielt er 2008 den Kinderbuchpreis von Reykjavík. Seit 2010 ist er Mitglied des isländischen Autorenverbands P.E.N., dessen Vorstand er angehört.
Bei der vorgezogenen Parlamentswahl 2017 wurde er in das Althing gewählt. Im Parlament vertrat er den Südwestlichen Wahlkreis. Bei der Wahl 2021 wurde er nicht wiedergewählt.
Guðmundur Andri Thorsson ist verheiratet und hat zwei Kinder.

## Werke (Auswahl)
- Mín káta angist. Mál og menning, Reykjavík 1988
- Íslenski draumurinn. Mál og menning, Reykjavík 1991
- Íslandsförin, Mál og menning, Reykjavík 1996
  - Nach Island! Übersetzung Helmut Lugmayr, Klett-Cotta, Stuttgart 2000, ISBN 978-3-608-91922-6
- Náðarkraftur. Mál og menning, Reykjavík 2003
- Valeyrarvalsinn 2011
  - In den Wind geflüstert. Übersetzung Tina Flecken, Hoffmann und Campe, Hamburg 2014, ISBN 978-3-455-40334-3